# Natalija Sazanovič
Natalija Vjačeslavovna Sazanovič (belorusko Наталья Вячеславовна Сазанович), beloruska atletinja, * 15. avgust 1973, Baranaviči, Sovjetska zveza.
Nastopila je na poletnih olimpijskih igrah v letih 1996, 2000 in 2004, leta 2000 je osvojila srebrno medaljo v sedmeroboju, leta 1996 pa bronasto. Na svetovnih prvenstvih je osvojila srebrno in bronasto medaljo, na
svetovnih dvoranskih prvenstvih zlato in bronasto medaljo v peteroboju, na evropskih prvenstvih pa dve bronasti medalji v sedmeroboju.